# Kozłowka (rejon totiemski)
Kozłowka (ros. Козловка) – wieś w Rosji, w rejonie totiemskim obwodu wołogodzkiego. W 2010 r. liczyła 7 mieszkańców.